# Anne Preven
Anne Preven (New York, 25 febbraio 1965) è una cantautrice e produttrice discografica statunitense.

## Biografia
Dopo essersi laureata, Anne Preven ha fondato il gruppo Ednaswap nel 1993. Il gruppo ha pubblicato tre album; nel disco Bedtime Stories, Madonna ha realizzato una cover del loro brano Sanctuary, mentre Natalie Imbruglia ha portato al successo planetario Torn.
Dopo lo scioglimento della band ha scritto brano per numerosi artisti come Madonna, Beyoncé, Katy Perry, Sinéad O'Connor, Miley Cyrus, Demi Lovato, Jordin Sparks, Zac Brown Band, Pnau, Andy Grammer, Lea Michele, Pixie Lott e Westlife. Avendo co-scritto Listen per il film Dreamgirls, Preven è stata candidata all'Oscar per la miglior canzone nel 2007. Dal 2015 ha ripreso a comporre musica per film e serie televisive, come Satisfaction, Transparent e I Love Dick.